# London Critics' Circle Film Awards 2006
27. ročník předávání cen London Critics' Circle Film Awards se konal 8. února 2007.

## Vítězové a nominovaní

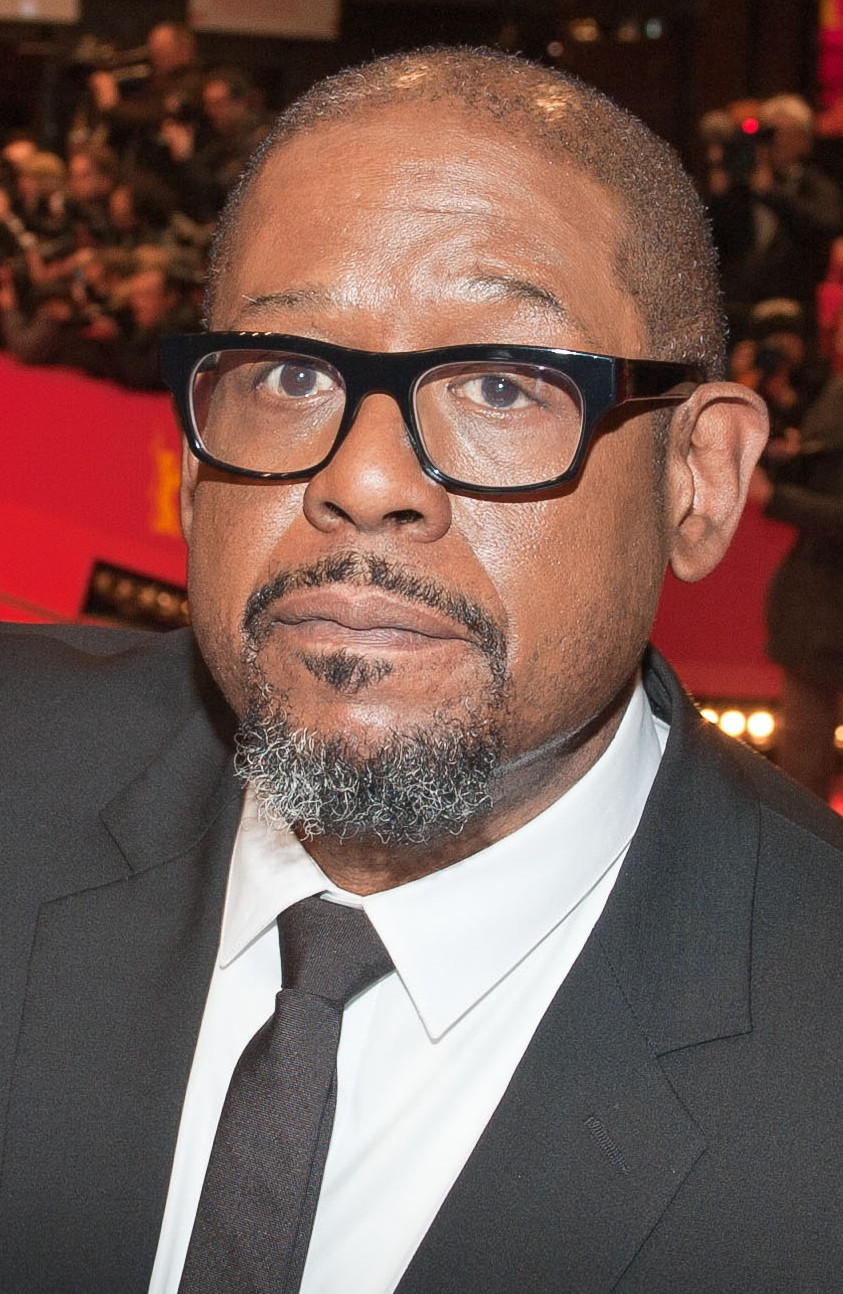
Forest Whitaker, vítěz v kategorii nejlepší mužský herecký výkon v hlavní roli

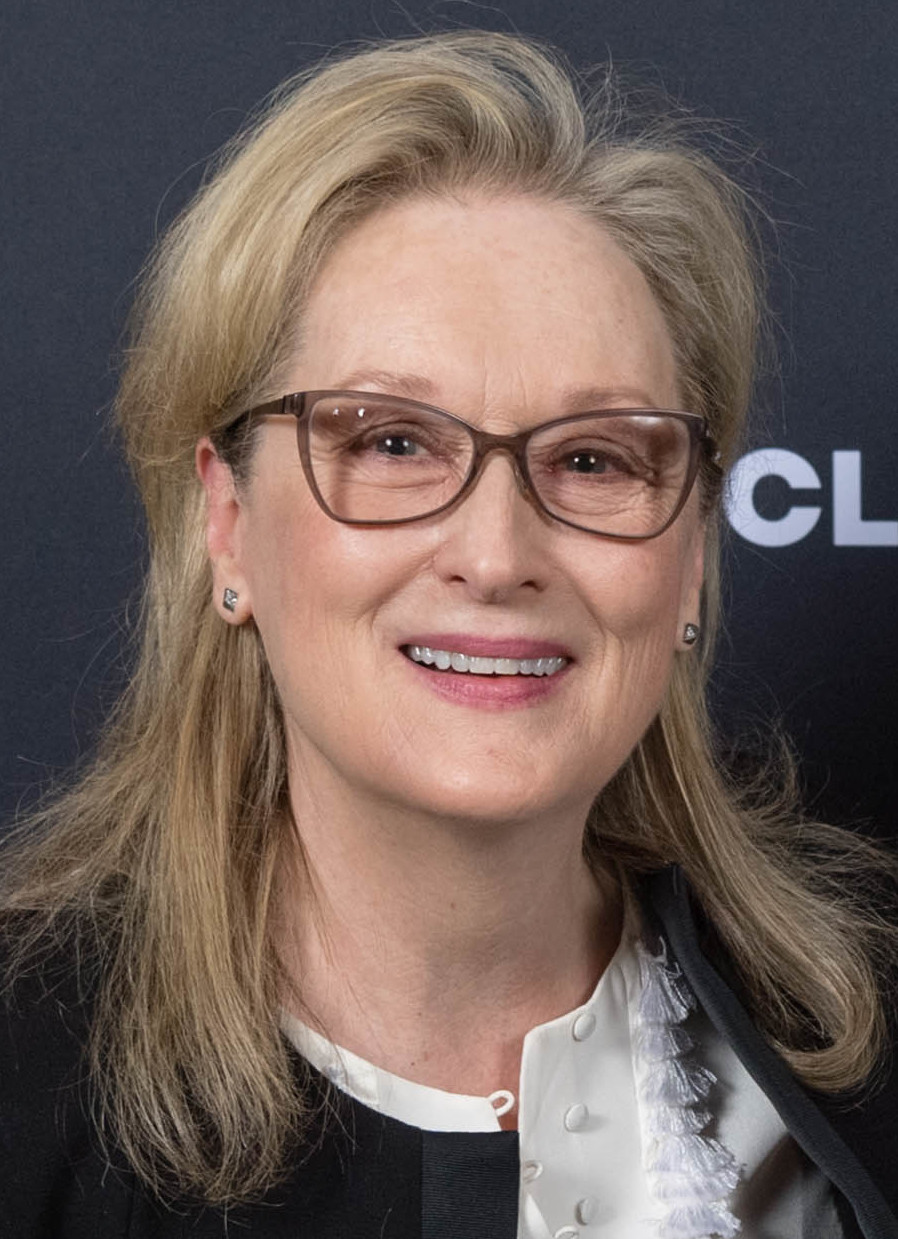
Meryl Streep, vítězka v kategorii nejlepší ženský herecký výkon v hlavní roli

### Nejlepší film
Let číslo 93
- Skrytá identita
- Volver
- Malá Miss Sunshine
- Královna

### Nejlepší britský film
Královna
- Potomci lidí
- Poslední skotský král
- Red Road
- Zvedá se vítr

### Nejlepší režisér
Paul Greengrass – Let číslo 93
- Martin Scorsese – Skrytá identita
- Alfonso Cuarón – Potomci lidí
- Guillermo del Toro – Faunův labyrint
- Pedro Almodóvar – Volver

### Nejlepší britský režisér
Stephen Frears – Královna
- Andrea Arnold  – Red Road
- Ken Loach  – Zvedá se vítr
- Kevin Macdonald – Poslední skotský král
- Christopher Nolan – Dokonalý trik

### Nejlepší scénář
Peter Morgan – Královna
- Michael Arndt – Malá Miss Sunshine
- Guillermo del Toro – Faunův labyrint
- Dan Futterman – Capote
- Noah Baumbach – Sépie a velryba

### Nejlepší herec v hlavní roli
Forest Whitaker – Poslední skotský král
- Jeff Daniels – Sépie a velryba
- Richard Griffiths – Šprti
- Philip Seymour Hoffman – Capote
- David Strathairn – Dobrou noc a hodně štěstí

### Nejlepší herečka v hlavní roli
Meryl Streep – Ďábel nosí Pradu
- Penélope Cruz – Volver
- Judi Dench – Zápisky o skandálu
- Helen Mirren – Královna
- Joan Allen – Vztekle tvá

### Nejlepší britský herec
Toby Jones – Pochybná sláva
- Christian Bale – Dokonalý trik
- Sacha Baron Cohen – Borat
- James McAvoy – Poslední skotský král
- Timothy Spall – Poslední kat

### Nejlepší britská herečka
Helen Mirren – Královna
- Judi Dench – Zápisky o skandálu
- Kate Dickie – Red Road
- Lorraine Stanley – Z Londýna do Brightonu
- Kate Winslet – Jako malé děti

### Nejlepší britský herec ve vedlejší roli
Michael Caine – Dokonalý trik
- Dominic Cooper – Šprti
- Eddie Marsan – Poslední kat
- Bill Nighy – Zápisky o skandálu
- Leslie Phillips – Venuše

### Nejlepší britská herečka ve vedlejší roli
Emily Bluntová – Ďábel nosí Pradu
- Helen McCrory – Královna
- Juliet Stevenson – Poslední kat
- Emma Thompson – Horší už to nebude
- Emily Watson – Proposition

### Nejlepší britský nováček
Andrea Arnold  – Red Road (scénář/režie)
- Clare-Hope Ashitey – Potomci lidí (herectví)
- Rebecca Hall – Dokonalý trik (herectví)
- Jodie Whittaker – Venuše (herectví)
- Paul Andrew Williams – Z Londýna do Brightonu (režie)

### Nejlepší britský producent
Paul Greengrass, Eric Fellner, Tim Bevan – Let číslo 93
- Graham King – Skrytá identita
- Lisa Bryer, Andrea Calderwood, Charles Steel – Poslední skotský král
- Alastair Clark, Ken Marshall, Rachel Robey, Paul Andrew Williams  – Z Londýna do Brightonu
- Rebecca O'Brien – Zvedá se vítr

### Nejlepší cizojazyčný film
Volver (Španělsko)
- Faunův labyrint (Mexiko)
- Smrt pana Lazarescu (Rumunsko)
- Dítě (Belgie)
- Černá kniha (Nizozemsko)
- Apocalypto (USA)

### Ostatní ceny
Ocenění Dilys Powell: Leslie Phillips
Ocenění za práci na umění: Helen Mirren